# Callum Scotson
Callum Scotson (Gawler, Austràlia Meridional, 10 d'agost de 1996) és un ciclista australià, que combina el ciclisme en pista amb la carretera. Actualment a l'equip Decathlon-AG2R La Mondiale.
El 2016 aconseguí una medalla de plata als Jocs Olímpics de Rio en Persecució per equips.
El seu germà gran Miles també es dedica al ciclisme.

## Palmarès en pista
- 2013
  -  Campió del món júnior en Persecució per equips, amb Jack Edwards, Joshua Harrison i Sam Welsford
- 2014
  -  Campió del món júnior en Persecució per equips, amb Sam Welsford, Daniel Fitter i Alexander Porter
  - Campió d'Oceania en Persecució per equips, amb Daniel Fitter, Tirian McManus i Sam Welsford
- 2015
  -  Campió d'Austràlia en Persecució per equips, amb Alexander Edmondson, Alexander Porter i Miles Scotson
- 2016
  -  Medalla de plata als Jocs Olímpics de Rio de Janeiro en persecució per equips, amb Jack Bobridge, Michael Hepburn, Sam Welsford i Alexander Edmondson
  -  Campió del món en Persecució per equips (amb Miles Scotson, Michael Hepburn, Alexander Porter, Sam Welsford i Luke Davison)
  -  Campió d'Austràlia en Persecució per equips, amb Alexander Edmondson, Alexander Porter i Miles Scotson
  - Campió d'Oceania en Persecució per equips, amb Kelland O'Brien, Alexander Porter i Sam Welsford
  - Campió d'Oceania en Madison, amb Kelland O'Brien
- 2017
  - 1r als Sis dies de Londres, amb Cameron Meyer

### Resultats a laCopa del Món
- 2013-2014
  - 1r a Guadalajara, en Persecució per equips
- 2017-2018
  - 1r a Pruszków, en Madison

## Palmarès en ruta
- 2014
  -  Campió d'Austràlia júnior en contrarellotge
- 2016
  -  Campió d'Austràlia sub-23 en contrarellotge
- 2017
  -  Campió d'Austràlia sub-23 en contrarellotge
- 2018
  -  Campió d'Austràlia sub-23 en contrarellotge

### Resultats a la Volta a Espanya
- 2020. 88è de la classificació general
- 2022. No surt (12 etapa)
- 2023. Abandona (13a etapa)

### Resultats al Giro d'Itàlia
- 2021. 83è de la classificació general
- 2022. 80è de la classificació general
- 2023. No surt (10a etapa)